# Centaurea nivea
Centaurea nivea là một loài thực vật có hoa trong họ Cúc. Loài này được (Bornm.) Wagenitz mô tả khoa học đầu tiên năm 1963.